# Каракамыс (озеро, Узункольский район)
Каракамыс (каз. Қарақамыс) — озеро в Узункольском районе Костанайской области Казахстана. Находится в 6 км к северо-западу от села Ит-Сары.
По данным топографической съёмки 1944 года, площадь поверхности озера составляет 5,9 км². Наибольшая длина озера — 4,1 км, наибольшая ширина — 1,7 км. Длина береговой линии составляет 11,8 км, развитие береговой линии — 1,36. Озеро расположено на высоте 93 м над уровнем моря.